# Kretowiec tajwański
Kretowiec tajwański (Mogera kanoana) - gatunek ssaka z rodziny kretowatych (Talpidae).
Jest gatunkiem endemicznym dla terytorium Tajwanu. Nazwa tego gatunku pochodzi od japońskiego naturalisty Tadao Kano, który pierwszy raz go opisał.
W 2004 roku biolodzy z Japonii i Tajwanu odkryli kilka osobników i ostatecznie potwierdzili istnienie tego gatunku.